# 크리스탈 타이 항공
크리스탈 타이 항공(태국어: คริสตัล ไทย แอร์ไลน์, 영어: Crystal Thai Airlines)은 2009년에 설립된 태국의 저비용 항공사로 허브 공항은 수완나품 공항이 있다. 2011년 2월 3일에 최초로 취항했으며 향후 아랍에미리트, 필리핀, 인도, 부탄 지역을 취항할 예정이였으나 2011년 11월 이후로 취항하지 않았다. 대한민국의 경우 인천국제공항에 취항하고 있으며 한 때 무안국제공항에 취항한 적이 있다.